# Alexandre de Clouet de Piettre
Pour les articles homonymes, voir Clouet.
Alexandre François Joseph de Clouet de Piettre (1726-1789) est un militaire franco-espagnol, notamment Commandant du Fort des Atakapas et des Opelousas en Louisiane.
Il est connu pour son rôle de gouverneur civil et militaire, ses décisions de justice novatrices et ses conflits avec le gouverneur représentant de l'Espagne.

## Biographie

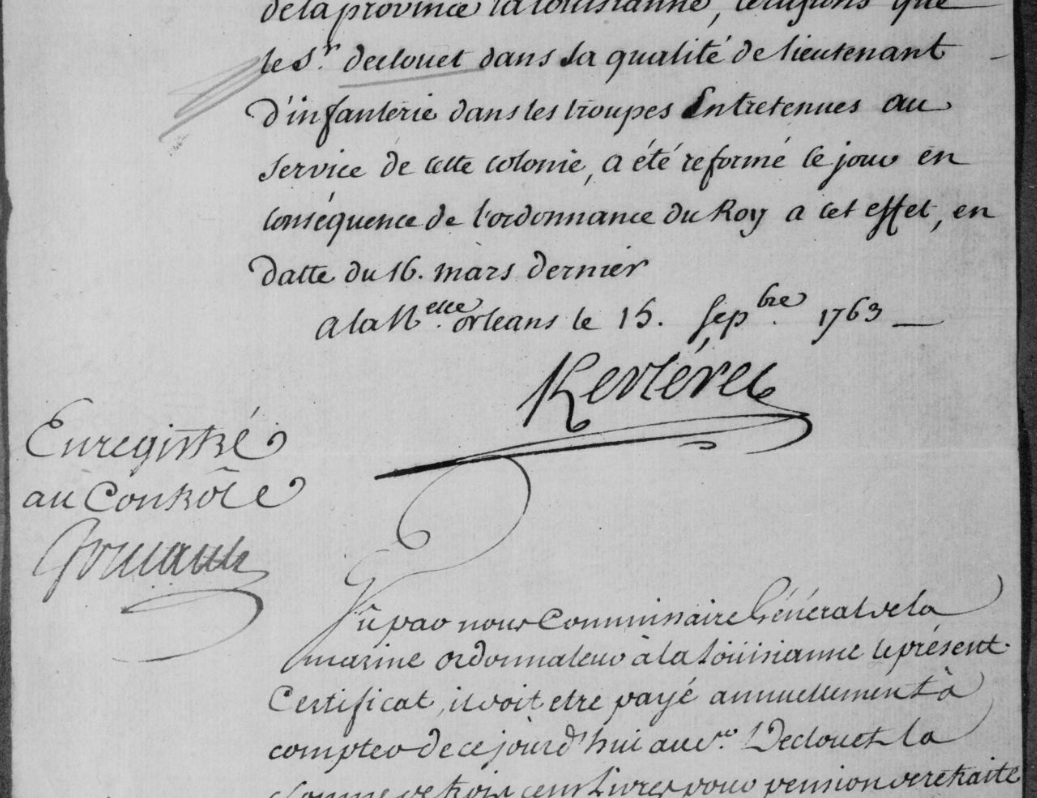
Acte de retraite de l'armée française

Cadet en 1740 à 14 ans au régiment Dragons-Condé (commandés par le marquis de Marbeuf), de 1747 à 1757 il vit à Paris au sein de son régiment (Dragons - Pignatelli) puis doit accepter un commandement d’officier-major de la Marine, en Louisiane, de 1758 à 1762, date à laquelle la Louisiane devient espagnole, ainsi que tous ses officiers, en vertu du pacte de famille (1861). Il devient commandant du Fort Arkansas (à la suite de M. de Grancourt) en territoire Chicasaw puis du Fort Massiac en territoire illinois jusqu’au 22 mai 1768.
En 1774, il est nommé commandant[réf. à confirmer] et juge des postes des Atakapas[réf. à confirmer] et Oppelousas en remplacement de Gabriel Fuselier de la Claire. Il fonde la paroisse de Saint-Martin, devenue St-Martinville, en mémoire de sa paroisse d’origine à Cambrai. En 1779, il participe à la prise du Fort Buté (ou Fort Manchac) et au siège de Bâton-Rouge, au cours de la participation peu connue de l’Espagne à la guerre d’indépendance américaine. Il se retire du service actif en 1788.
Marié le 11 mai 1761 avec Louise de Favrot, il eut une nombreuse postérité dont : 
- Joseph Alexandre de Clouet, qui épouse Mademoiselle Laissard, dont le petit-fils Alexandre-Étienne de Clouet (en)[5], futur député whig et signataire de la convention de Sécession des États du Sud, jouera un rôle politique de première importance. Joseph Alexandre participe avec son régiment à la guerre Anglo-Américaine de 1812[6], sous les ordres de Galvez.
- Louis Jean Laurent de Clouet, fondateur de la ville de Cienfuegos à Cuba.

## Louisiane: de la France à l'Espagne
La transition de 1762 entre la France et l'Espagne ne s'est pas faite naturellement : les Français, habitués à une large autonomie, ont vu arriver le gouverneur espagnol et les nombreux prêtres de sa suite avec réticence.
Charles Philippe Aubry (dernier Gouverneur du roi de France et seul gouverneur français sous domination espagnole) essaie d'assurer une transition paisible : « M. de Clouet rassemblera les Chefs et Considérés de la Nation [indienne], et il fera tous ses efforts pour les engager à être attachés à l’Espagne comme ils l’ont été à la France. (…) M. le Chevalier de Clouet portera tous ses soins pour que n’entrent pas de traiteurs dans la rivière des Arkansas, munitions, armes et eau-de-vie que ces gens donnent aux Osages (…) pour ensuite frapper sur les Cadons et autres nations de la partie des Natchitoches, qui nous sont extrêmement attachés. »
Dans ces territoires lointains, les tribus indiennes étaient essentielles au maintien du statu quo avec les Britanniques, bien plus nombreux, dans une paix fragile depuis le traité de Paris de 1763. Ainsi suivent les instructions du Gouverneur : « Attendu que nous sommes en paix avec les Anglais, il ne leur en dira point de mal, mais il les engagera à ne pas aller si souvent chez eux, attendu que cette fréquentation n’est point convenable, à cause de la boisson qu’ils leur donnent excessivement » .
Un complot de colons français sera réprimé par le gouverneur espagnol Alejandro O'Reilly, qui continuera néanmoins à nommer des militaires français, après leur allégeance à la couronne espagnole, à des postes de commandement de forts en Arkansas et dans toute la Louisiane. C'est le cas d'Alexandre de Clouet, mis à la retraite en 1763 par la France, qui revient au service actif de l'Espagne dès 1764.
À cette époque, les commandants militaires français puis espagnols avaient de vastes pouvoirs de Justice, isolés en territoire indien, avec des garnisons très faibles. En l'absence de prêtres et de juges, les commandants décidaient en pratique à leur place. Roger Baudier relate ainsi : « Le père Cirillo de Barcelone s’est plaint à Galvez. L’un de ces cas est celui du Colonel Alexandre de Clouet ». « Il s’est attribué des pouvoirs en lien avec les mariages. Il n’y avait pas de prêtre et de Clouet a rendu des décisions sur la séparation des couples mariés. Galvez a interdit cela suite à la protestation virulente de Cirillo ».
L'importante population libre de couleur, bénéficiant des mêmes droits que les Européens, est un fait largement ignoré dans l'histoire américaine. Les nouveaux possesseurs de la Louisiane à partir de 1767 (date du passage effectif à l'Espagne) maintinrent l'application du Code noir avant d'imposer peu à peu la loi castillane, qui permettait aux esclaves de racheter leur liberté. O'Reilly interdit également l'esclavage des Indiens mais ce décret fut peu respecté. La population libre de couleur restera une exception au sein des États du Sud des États-Unis après le rachat de la Louisiane en 1803, ce jusqu'à la guerre de Sécession qui divisera dans une large mesure une population de couleur francophone et éduquée à une population d'anciens esclaves illettrés et majoritairement anglophones,

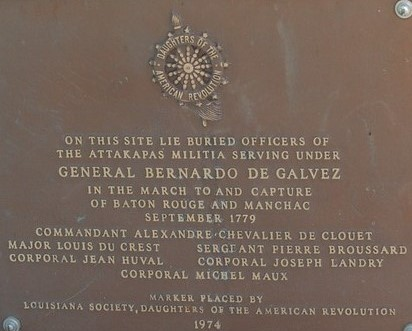
Plaque commémorative de la guerre anglo-espagnole

La population de la Louisiane et son importance économique restent faibles comparées aux territoires britanniques, quelque vingt mille habitants sur un immense territoire. Les Forts servaient de vastes places de marché  et d'échanges autant que de refuge éventuel. Après la peau de castor au XVIIe siècle, l'indigo et le tabac deviennent sous la domination espagnole les principales sources d'exportation, l'alcool devenant une monnaie d'échange essentielle. Une contrebande est tolérée par les gouverneurs et les commandants locaux, parfois organisée, parfois réprimée. « Les Français du poste [des Atakapas] pensaient que l'alcool était nécessaire pour rendre les Indiens heureux, un sujet important puisqu'un grand nombre d'entre eux en dépendaient pour leur nourriture en ces temps difficiles. O' Reilly avait strictement interdit la vente d'alcool et le premier chef espagnol du poste avait refusé d'en donner aux Indiens. En 1770, le Commandant de Clouet informa le gouverneur Unzaga qu'une femme de Concordia en vendait aux indiens (...). Il se plaignait également de l'installation d'un Anglais parmi les Quapaws, commerçant illégalement et ridiculisant les Espagnols.» Une autre lettre du Commandant de Clouet supplie le gouverneur de lui envoyer la ration d'alcool nécessaire au maintien de l'ordre et du calme chez les Indiens.
Par son histoire personnelle et sa postérité, Alexandre de Clouet incarne l'histoire méconnue de la Louisiane française devenue espagnole au XVIIIe siècle, ainsi que tout son personnel militaire, avant les bouleversements de l'achat de la Louisiane par la jeune république américaine.